# Annika Billstamová
Annika Billstamová (* 8. březen 1976, Uppsala) je švédská reprezentantka v orientačním běhu v současnosti střídavě žijící ve městech Uppsala a Stockholm. Jejím největším úspěchem je stříbrná medaile ze štafet na Mistrovství světa v roce 2007 v Kyjevě. V současnosti běhá za švédský klub OK Linné a v soukromém životě pracuje jako projektová manažerka a fyzioterapeutka. V roce 2011 získala ve třetím závodě světového poháru zlatou medaili. Závod se běžel v norském Oslo, jež byl součástí Nordic Orienteering Tour 2011. Tímto vítězstvím se stala též vítězkou celé skandinávské tour.

## Sportovní kariéra
| Přehled úspěchů na Mistrovství světa | Přehled úspěchů na Mistrovství světa | Přehled úspěchů na Mistrovství světa | Přehled úspěchů na Mistrovství světa | Přehled úspěchů na Mistrovství světa |
| Mistrovství světa                    | Sprint                               | Middle                               | Long                                 | Štafety                              |
| ------------------------------------ | ------------------------------------ | ------------------------------------ | ------------------------------------ | ------------------------------------ |
| Kyjev 2007                           | X                                    | 30. místo                            | X                                    | 2. místo                             |
| Olomouc 2008                         | X                                    | X                                    | 3. místo                             | 3. místo                             |
| Miskolc 2009                         | X                                    | X                                    | 11. místo                            | X                                    |
| Trondheim 2010                       | X                                    | 5. místo                             | 11. místo                            | 3. místo                             |
| Savojsko 2011                        | X                                    | 9. místo                             | 1. místo                             | 3. místo                             |
| Lausanne 2012                        | 3. místo                             | 6. místo                             | 3. místo                             | 2. místo                             |

| Přehled úspěchů na Mistrovství Evropy | Přehled úspěchů na Mistrovství Evropy | Přehled úspěchů na Mistrovství Evropy | Přehled úspěchů na Mistrovství Evropy | Přehled úspěchů na Mistrovství Evropy |
| Mistrovství Evropy                    | Sprint                                | Middle                                | Long                                  | Štafety                               |
| ------------------------------------- | ------------------------------------- | ------------------------------------- | ------------------------------------- | ------------------------------------- |
| Ventspils 2008                        | X                                     | 17. místo                             | 9. místo                              | X                                     |
| Falun 2012                            | X                                     | 6. místo                              | 5. místo                              | 3. místo                              |